# Thelymitra aemula
Thelymitra aemula är en orkidéart som beskrevs av Thomas Frederic Cheeseman. Thelymitra aemula ingår i släktet Thelymitra och familjen orkidéer. Inga underarter finns listade i Catalogue of Life.